# Odontophorus atrifrons
Odontophorus atrifrons là một loài chim trong họ Odontophoridae.